# Leptoseps
Leptoseps — рід сцинкоподібних ящірок родини сцинкових (Scincidae). Представники цього роду мешкають в Таїланді і В'єтнамі.

## Види
Рід Leptoseps нараховує 2 види:
- Leptoseps osellai (Böhme, 1981)
- Leptoseps poilani (Bourret, 1937)

## Етимологія
Наукова назва роду Leptoseps походить від сполучення слів дав.-гр. λεπτος — ніжний, крихітний і σηψ — ящірка.